# Caligatus splendissima
Caligatus splendissima är en fjärilsart som beskrevs av Pierre E.L. Viette 1958. Caligatus splendissima ingår i släktet Caligatus och familjen nattflyn. Inga underarter finns listade i Catalogue of Life.